# Sakon Yamamoto
Sakon Yamamoto (født 9. juli 1982 i Toyohashi, Japan) er en japansk racerkører, der er bedst kendt for at have deltaget i Formel 1-sæsonerne i 2006, 2007 og 2010. Han har (pr. oktober 2010) kørt 21 Formel 1-Grand Prix'er uden at opnå point. I 2011 var han testkører for Marussia Virgin Racing.
Efter at havde været testkører for Virgin Racing, havde han aldrig kørt noget racerløb indtil 2015, hvor han kom til Formel E.